# Playmobil
Playmobil är små leksaker av plast som började tillverkas 1974 i det dåvarande Västtyskland efter att oljekrisen 1973 gjort plast dyrt. Den dyra plasten gjorde att ett plastföretag valde att tillverka små och dyrare leksaker hellre än stora billiga byttor och spann av den dyrbara plastråvaran. Kopian Playbig förlorade en patentstrid och fick sluta tillverka en liknande produkt.

## Teman
Playmobil säljs, precis som Lego, i olika teman. Bland annat har det förekommit:
- Början av 1900-talet
- Bondgård
- Cirkus
- Järnväg
- Polis
- Pirat

- Rymd
- Riddare
- Safari
- Semester
- Skola

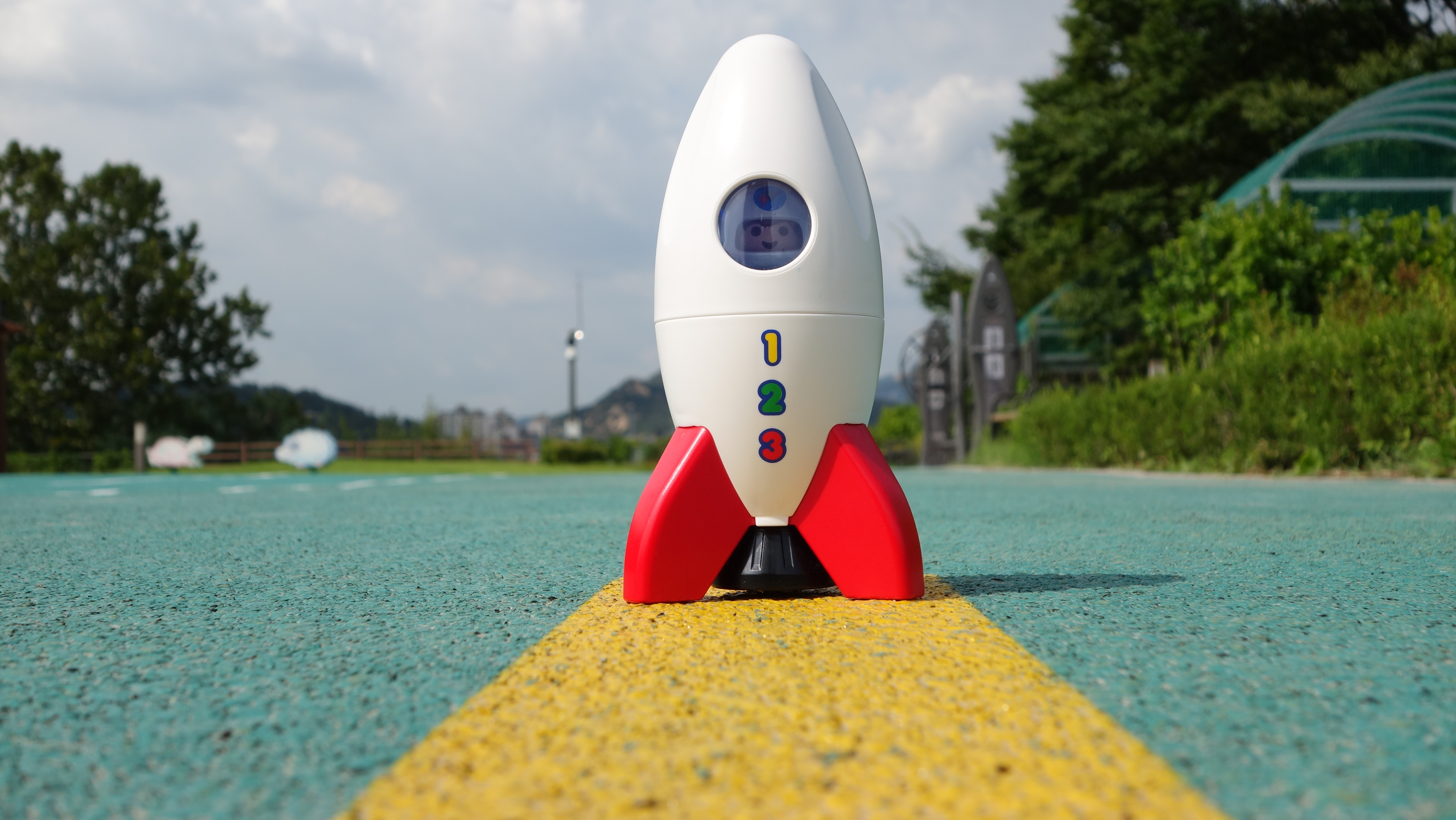
Playmobilrymdraket.

- Standard (motsvarar ungefär Legos Lego stad)
- Utryckningsfordon
- Western
- Zoo
- Egyptier
- Romare
- Vintersport

För de yngre barnen lanserades 1990 Playmobil 1-2-3.

### Fotnoter
1. ↑  Harry Wallop (29 april 2014). ”Playmobil at 40: behind the scenes at the people factory” (på engelska). Telegraph. Arkiverad från originalet den 30 juli 2016. https://web.archive.org/web/20160730134645/http://www.telegraph.co.uk/news/features/10794017/Playmobil-at-40-behind-the-scenes-at-the-people-factory.html. Läst 8 augusti 2016.